# Qoros 5

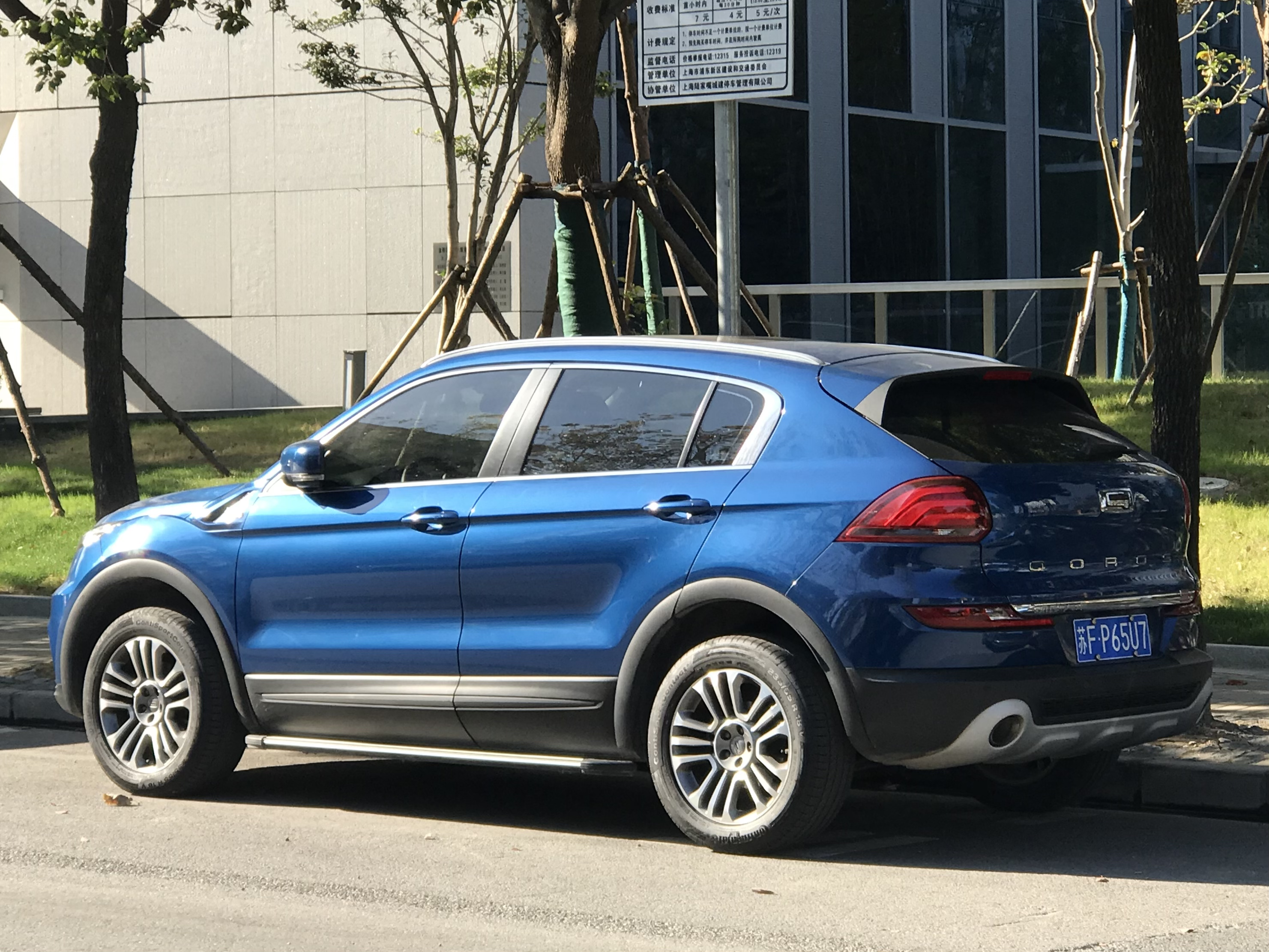
Seitenansicht

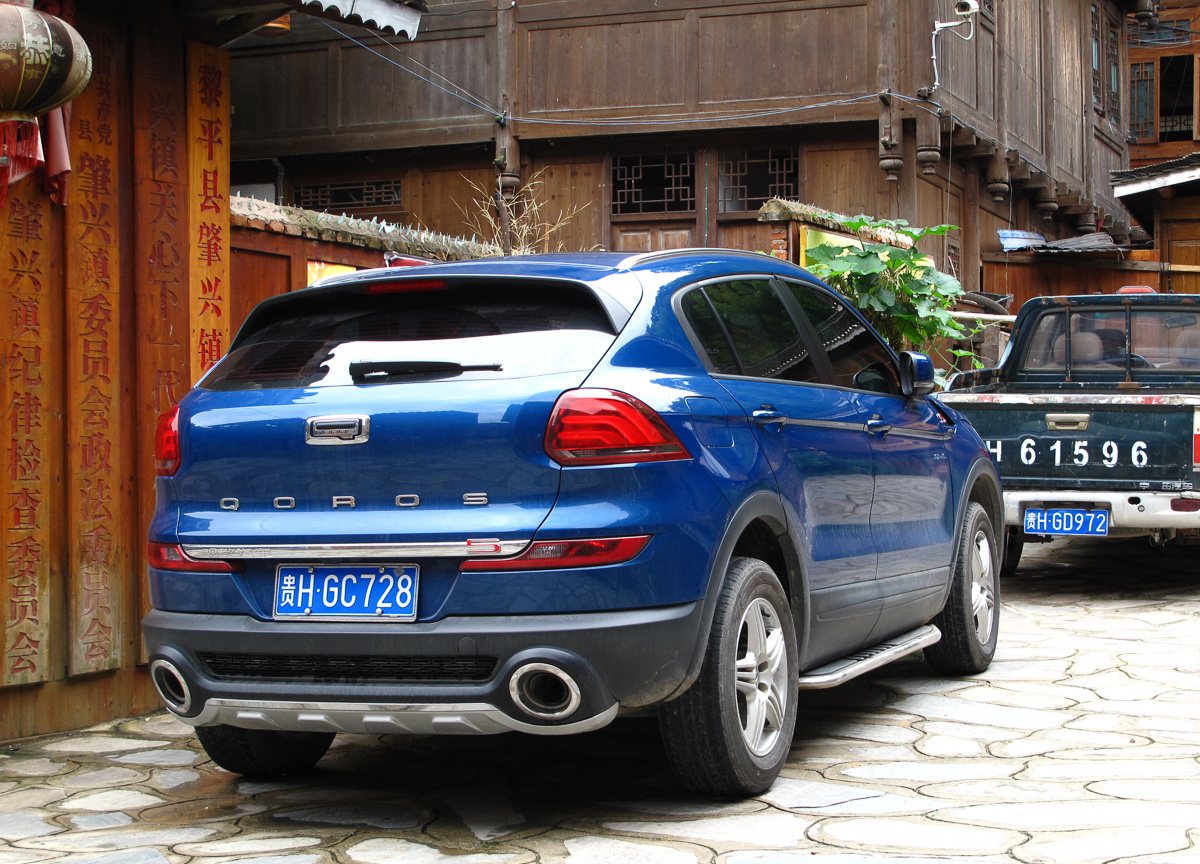
Heckansicht

Der Qoros 5 ist das erste SUV und nach dem Qoros 3 das zweite Pkw-Modell des chinesischen Automobilhersteller Qoros.

## Geschichte
Das Fahrzeug wurde im November 2015 auf der Guangzhou Auto Show erstmals der Öffentlichkeit präsentiert und kam in China im März 2016 in den Handel. Im Gegensatz zum Qoros 3 wurde das SUV nicht in Europa verkauft.

## Technische Daten
Den Antrieb übernimmt ein aufgeladener 1,6-Liter-Vierzylinder-Ottomotor mit einer Leistung von 115 kW (156 PS), der auch im Qoros 3 zum Einsatz kommt. Das Fahrzeug wurde nur mit Vorderradantrieb angeboten. Als Getriebe kommt serienmäßig ein 6-Gang-Schaltgetriebe zum Einsatz, optional war ein 7-Gang-Doppelkupplungsgetriebe erhältlich. Angeboten wird der Qoros 5 in fünf Ausstattungsvarianten. Ab September 2019 war außerdem ein 1,6-Liter-Turbomotor mit 145 kW (197 PS) erhältlich.
|                                             | 1.6 T                                   | 1.6 TGDI                         |
| Bauzeitraum                                 | 03/2016–05/2021                         | 09/2019–05/2021                  |
| Motorkenndaten                              |                                         |                                  |
| Motortyp                                    | R4-Ottomotor                            | R4-Ottomotor                     |
| Hubraum                                     | 1598 cm³                                | 1598 cm³                         |
| max. Leistung bei min−1                     | 115 kW (156 PS) / 5500                  | 145 kW (197 PS) / 5500           |
| max. Drehmoment bei min−1                   | 210 Nm / 1750–5000 (230 Nm / 2500–4500) | 290 Nm / 2000–4000               |
| Kraftübertragung                            |                                         |                                  |
| Antrieb, serienmäßig                        | Vorderradantrieb                        | Vorderradantrieb                 |
| Getriebe, serienmäßig                       | 6-Gang-Schaltgetriebe                   | 7-Stufen-Doppelkupplungsgetriebe |
| Getriebe, optional                          | (6-Stufen-Doppelkupplungsgetriebe)      | —                                |
| Messwerte                                   |                                         |                                  |
| Höchstgeschwindigkeit                       | 195 km/h (200 km/h)                     | 200 km/h                         |
| Beschleunigung, 0–100 km/h                  | 10,7 s (10,5–10,6 s)                    | k. A.                            |
| Kraftstoffverbrauch auf 100 km (kombiniert) | 7,4 l Super (7,3–7,7 l Super)           | 6,6 l Super                      |
| Leergewicht                                 | 1540 kg (1570–1600 kg)                  | 1580–1620 kg                     |
| Tankinhalt                                  | 55 l                                    | 55 l                             |